# Rahima Gambo
Rahima Gambo (* 1986) je nigerijská multimediální umělkyně a fotografka se sídlem v Abuji v Nigérii.

## Raný život a kariéra
Gambo v roce 2007 vystudovala Manchesterskou univerzitu s bakalářským titulem v oboru rozvojových studií. V roce 2008 získala magisterský titul v oboru gender a sociální politika na London School of Economics. V roce 2014 získala další magisterský titul v oboru žurnalistiky na Columbia Graduate School of Journalism. Později v roce 2014 zahájila stipendium v Magnum Foundation.

## Dílo
Rahima Gambo je multimediální umělkyně, která se k umělecké praxi dostala od fotožurnalistiky a samostatnou prací na transmediálních dokumentárních projektech. Tatsunija (od roku 2017 dodnes) je fotografický a filmový seriál, který se odehrává ve škole Shehu Sanda Kyarimi, Maiduguri v Nigérii, rozšiřuje spolupráci se současnými studenty školy, kteří v seriálu vystupují. Snímek zobrazuje studenty, jak se ve snové sekvenci přesouvají ze třídy do hustého zeleného lesa, rozšiřují sociální surrealistický jazyk, který umělkyně vyvinula v roce 2017 v Tatsuinja I. Tatsunija II pokračuje v intuitivním a improvizačním duchu pomocí dětských her, poezie a cvičení z kniha o tělesné výchově pro středoškoláky jako rámec pro provázání vyprávění. Choreografické pohyblivé sekvence, které jsou ve filmu k vidění, vznikají během vypravěčských dílen.
Autorčina širší tvorba se zabývá nástroji dokumentární tvorby a rozšířeným vizuálním jazykem, který zahrnuje kresbu, film, sochu, instalaci a zvuk.
Mezi vybrané skupinové výstavy patří Have you seen a Horizon Lately? (Viděli jste v poslední době obzor?) MACAAL, Maroko. 11. a 12. ročník Recontre de Bamako, bienále africké fotografie, Mali. „Resisting Images, Images Responding“ v Coalmine, Winterthur, Švýcarsko. „Beyond the Image, Bertien van Manen and Friends“ Stedelijk Museum, Amsterdam, bienále Mercosur, 12. ročník – Feminine(s): vizuality, akce a náklonnosti, „Afterglow“ Jokohama Triennale 2020, Lagos Biennale 2019. „Diaspora at Home“ kurátorem KADIST a Centrem pro současné umění v Lagosu v Nigérii.
V roce 2019 Gambo založila své studio A Walk Space a také konceptuální mobilní umělecký prostor, který prostřednictvím spolupráce, výstav a workshopů zkoumá interdisciplinární průniky „pohyblivého“ obrazu.
Její poslední dílo Instruments of Air pořízené v Burkině Faso. Každé ráno vyrazila a prozkoumávala okolí s fotoaparátem v chytrém telefonu v ruce, křupavou červenou zemí pod podrážkami, svěží zelení stromů před ní a nad ní modrou oblohu plnou zpěvu ptáků. Zvuk, říká Gambo, byl pro ni v prvních dnech velmi důležitý, protože nemluvila francouzsky ani žádným z místních idiomů. Místo slov vnímala intonace, témbry a hlasy. Pomíjivost nahradila údajně zajištěné znalosti. Co ji zaujalo, byl zážitek ponořit se vlastním tělem do prostředí a nechat do sebe prosakovat věci: krajinu, zvuk, vítr a teplo slunce na kůži, ale také vzpomínku na stopy, které tu zanechal život co odešel. Gambo ve svém videu drží před kamerou malé mosazné sošky, které nazývá „Walk Maps“. Mezi bodovými konci tvoří půlkruhy, trojúhelníky, úhly nebo hadovité čáry. Vypadají jako prehistorické předměty, nerozhodují se mezi uměleckým dílem a každodenním předmětem, figurkou nebo navigačním zařízením.